# Bo Sinn
Bo Sinn (ur. 8 listopada 1985 w Quebecu) – kanadyjski aktor pornograficzny, snowboardzista i model. Działacz konserwatywny. 
Występował w produkcjach heteroseksualnych, homoseksualnych, biseksualnych i transseksualnych. Był najczęściej wyszukiwanym gejowskim aktorem porno w portalu QueerPig.com w 2021. 

## Kariera
W wieku 16 lat rozpoczął karierę zawodowego snowboardzisty. Mając 28 lat pod pseudonimem Devo po raz pierwszy wystąpił w scenie seksu w amatorskiej produkcji gonzo Pegas Productions Male Casting with Amy Lee 1 (2013) i Gonzo The Zebra and The Elephant (2013). Trzy lata potem pod pseudonimem Wade Watts wziął udział w scenie seksu w amatorskiej produkcji AD4X Casting De Veronique Tinkler (2016). Wkrótce został zaangażowany przez Johna Johnsona z American–Pornstar.com i podjął pracę w Stanach Zjednoczonych w filmie Monster Meat Madness (2017). Występował też w Europie w czeskich realizacjach gonzo dla Legal Porno w scenach seksu grupowego, analnego, oralnego, gang bang czy kobiecej ejakulacji z udziałem m.in.: Erika Everharda, Giny Gerson, Steve’a Holmesa czy Lutro. 
W wywiadzie udzielonym dla Inside Porn stwierdził, że przeszedł z branży heteroseksualnej do branży gejowskiej, kiedy reżyser, Gabriel Wood, próbował go przekonać, że powinien zająć się pornografią gejowską. „Będąc świadomym, że jestem w stu procentach heteroseksualny i wiem, co robię, jest możliwe, że wkrótce nagram scenę z mężczyzną”. W grudniu 2017 na swoim oficjalnym profilu zamieścił informację, że nagrywał sceny dla Bromo. Pierwszy z serii filmów dla producenta nosił tytuł Security Watch. W latach 2017–2022 wziął udział w 76 produkcjach Bromo jako aktyw. Wystąpił jako pasyw w realizacjach Men.com – Top to Bottom: Bo Sinn (2021; produkcja okazała się najpopularniejszym gejowskim filmem porno w 2021 roku na QueerPig.com w oparciu wyłącznie na Google Analytics) z Alexem Mecumem i Bo Bottoms Again! (2022) z Malikiem Delgaty.
W styczniu 2024 trafił na listę Adult Entertainment Broadcast Network „najpopularniejszych gejowskich gwiazdorów porno wyszukiwanych w Internecie według stanu w listopadzie i grudniu 2023 w Karolinie Południowej”.

## Nagrody i nominacje
| Rok  | Nagroda            | Kategoria                                          | Film                                           | Inni wykonawcy | Rezultat  |
| ---- | ------------------ | -------------------------------------------------- | ---------------------------------------------- | --- | --------- |
| 2018 | Inked Award        | Najlepszy artysta klipowy                          | —                                              | — | Nominacja |
| 2019 | AltStar Award      | Najlepszy wykonawca roku                           | —                                              | — | Nominacja |
| 2019 | AltStar Award      | Najlepszy film gonzo wideo                         | Double Anal Harlots (2018)                     | Megan, Ian Scott, Mike Angelo, Christian Clay, Proxy Paige, Angel Piaff, Charlotte Sartre, Angie Moon, Charlie Dean, Dylan Brown, Megan Inky i Matt Darco | Nominacja |
| 2019 | AltStar Award      | Najlepszy film gonzo wideo                         | Inked & Anal (2018)                            | Megan, Ian Scott, Mike Angelo, Proxy Paige, Charlotte Sartre, Dylan Brown, Phoenix Madina, Jureka Del Mar i Megan Inky | Nominacja |
| 2019 | Gay Fleshbot Award | Najlepszy penis                                    | —                                              | — | Nominacja |
| 2020 | XBIZ Europa Award  | Najlepsza scena seksu – gonzo                      | The Russians Are Cumming (2020)                | Stacy Bloom i Angelo Godshack | Nominacja |
| 2020 | GayVN Award        | Najlepsza scena z fetyszem                         | Wall Stuffed 1 (2019)                          | Drew Dixon | Nominacja |
| 2020 | Fleshbot Award     | Najlepszy penis                                    | —                                              | — | Nominacja |
| 2021 | AltStar Award      | Najlepszy wykonawca roku                           | —                                              | — | Nominacja |
| 2021 | AVN Award          | Najlepsza scena seksu grupowego nagrana za granicą | I Fucking Love Berlin (2020)                   | Alysa Gap, Brittany Bardot, Angelo Godshack, Michael Fly, Megan Inky i Proxy Paige | Nominacja |
| 2021 | GayVN Award        | Najlepsza scena z fetyszem                         | Raw Understall (2019)                          | Michael Boston | Nominacja |
| 2022 | AltStar Award      | Najlepszy film gonzo                               | DP Devils (2021)                               | Ian Scott, Eden Ivy, Misha Maver, Angelo Godshack, Sasha Beart i Tabitha Poison | Nominacja |
| 2023 | AVN Award          | Najlepsza scena seksu grupowego trans              | Natalie Mars Goddess Of Whores (2022)          | Mad Bundy, Michael Fly i Natalie Mars | Nominacja |
| 2023 | AVN Award          | Najlepsza międzynarodowa scena seksu grupowego     | Anna De Ville and Lydia Black: DAP Duel (2022) | Anna de Ville, Angelo Godshack, Lydia Black, Mad Bundy, Michael Fly i Max Born | Nominacja |
| 2023 | AVN Award          | Najlepsza produkcja międzynarodowa                 | Introspection (2022)                           | Tiffany Tatum, Scarlett Jones, Cherry Kiss, Natalie Mars, Amirah Adara, Zazie Skymm, Eden Ivy, Sharon White, Tiffany Rousso, Kiara Lord, Vince Carter, Michael Chapman, Candy Alexa, Nataly Gold, Kira Queen, Kitana Lure, Kitty Lovedream, Dolly Diore, Yves Morgan, Rachel Adjani, Lizi Vogue, Lina Luxa, Kittina Clairette, Stacy Bloom, Jack Rippher, Jenny Doll, Maryjane NM, Mimi Cica, Amy Douxxx, Bonnie Dolce, Catherine Knight i Irina Cage | Nominacja |
| 2023 | AltStar Award      | Najlepszy film fabularny wideo                     | Introspection (2022)                           | Tiffany Tatum, Scarlett Jones, Cherry Kiss, Natalie Mars, Amirah Adara, Zazie Skymm, Eden Ivy, Sharon White, Tiffany Rousso, Kiara Lord, Vince Carter, Michael Chapman, Candy Alexa, Nataly Gold, Kira Queen, Kitana Lure, Kitty Lovedream, Dolly Diore, Yves Morgan, Rachel Adjani, Lizi Vogue, Lina Luxa, Kittina Clairette, Stacy Bloom, Jack Rippher, Jenny Doll, Maryjane NM, Mimi Cica, Amy Douxxx, Bonnie Dolce, Catherine Knight i Irina Cage | Nominacja |
| 2023 | AltStar Award      | Najlepszy film fabularny wideo                     | Pink (2022)                                    | Ian Scott, Venera Maxima, Eden Ivy, Charlie Dean, Kitana Montana, Jolee Love, Megan Inky, Juan Lucho, Tommy Cabrio i Larry Steele | Nominacja |
| 2023 | AltStar Award      | Najlepszy film fabularny wideo                     | What Could Go Wrong? (2022)                    | Cherry Kiss, Proxy Paige, Eden Ivy, Freddy Gong, Charlie Dean, Megan Inky, Darrell Deeps, Morea Black, Michael Fly i Mark Longwood | Nominacja |
| 2023 | AltStar Award      | Najlepszy film porno gonzo                         | Natalie Mars Goddess Of Whores (2022)          | Natalie Mars, Eden Ivy, Michael Fly, Ivy Maddox, Mad Bundy i David S | Nominacja |
| 2023 | XBIZ Europa Award  | Najlepsza scena seksu – gonzo                      | Fresh DPs! (2022)                              | Ivy Maddox i Michael Fly | Nominacja |
| 2024 | AVN Award          | Najlepsza międzynarodowa scena seksu analnego      | Fuckin' Roadtrip With Anuskatzz (2024)         | Anuskatzz | Nominacja |